# Gaspésie–Îles-de-la-Madeleine
Gaspésie–Îles-de-la-Madeleine – region administracyjny w prowincji Quebec w Kanadzie. Region obejmuje Półwysep Gaspé  oraz archipelag Wysp Magdaleny, podzielony jest na 5 regionalnych gmin hrabstwa oraz 50 gmin.
Gaspésie–Îles-de-la-Madeleine ma 94 079 mieszkańców. Język francuski jest językiem ojczystym dla 86,4%, angielski dla 9,8% mieszkańców (2011).
Regionalne gminy hrabstwa (MRC):
- Avignon
- Bonaventure
- La Côte-de-Gaspé
- La Haute-Gaspésie
- Le Rocher-Percé

Dwie gminy znajdują się poza MRC:
- gmina Grosse-Île
- gmina Les Îles-de-la-Madeleine

Dwie gminy autochtoniczne znajdują się poza MRC:
- rezerwat indiański Gesgapegiag
- rezerwat indiański Listuguj